# Jean de Bertrand (cardinal)
Pour les articles homonymes, voir Jean de Bertrand, Jean Bertrand et Bertrand.
Jean de Bertrand, également appelé Jean Bertrandi,, né en 1482 à Toulouse et mort le 4 décembre 1560 à Venise, est un cardinal, et homme d'État français du XVIe siècle.

## Biographie
D'une maison les plus anciennes de Toulouse, il est capitoul en 1519, second président au parlement de Toulouse en 1533, puis premier président en 1536, où il a pour secrétaire le poète Hugues Salel. Il réside alors dans son hôtel de la grande-rue Nazareth (actuel no 20), au cœur du quartier des parlementaires.
En 1538, sur l'avis du gouverneur du Languedoc, Anne de Montmorency, le roi François Ier le nomme troisième président au parlement de Paris en 1538.
En 1540, en tant que noble chevalier, seigneur de Frouzins, il énumère ses fiefs devant les capitouls.
En 1543, il est premier président au parlement des Grands Jours en Bretagne, et premier président au parlement de Paris, le 12 juillet 1550, sous Henri II.
Deux fois veuf, il décide d'intégrer l'état ecclésiastique, et en 1549, il est abbé commendataire, ainsi que son frère Pierre de Bertrand, dans l'abbaye de Grandselve.
Lors de la disgrâce du chancelier François Olivier, Diane de Poitiers influence le roi Henri II pour le charger de la commission de garde des sceaux, le 22 mai 1551, qu'il garde jusqu'à la mort du roi, le 10 juillet 1559. En tant que garde des sceaux, il a pour secrétaire Charles de Figon, auteur du premier organigramme de l'État français, dont l'œuvre a peut-être inspirée par le cardinal.
Le 16 décembre 1555, c'est le 44e évêque de Saint-Bertrand de Comminges, sous le nom de Jean III Bertrand, il succède à Jean II de Mauléon (†1551), l'église étant privée d'évêque pendant trois ans.
Il est transféré à Sens, où il est administrateur apostolique le 5 juillet 1557.
Jean de Bertrand part pour Rome avec son ami Auger Ferrier. Henri II demande la promotion de Bertrand au cardinalat et le pape Paul IV le crée cardinal le 15 mars 1557, avec le souhait unanime des cardinaux présents lors du consistoire. En 1559, à la suite de la mort de Henri II, son fils François II rend les sceaux à François Olivier. 
Par la suite, Jean de Bertrand est prêtre cardinal au titre de Sainte-Prisque le 16 janvier 1560, puis de Saint-Chrysogone le 13 mars 1560. Le cardinal Bertrand participe au conclave de 1559, au cours duquel Pie IV est élu pape. Il est l'un des juges dans la procédure contre le cardinal Carlo Carafa en 1560.
Il est aussi ambassadeur extraordinaire de la France au sénat de Venise.

### Décès et armoiries
Il est de retour de Rome, un an après l'élection de Pie IV, lorsqu'il décède le 4 décembre 1560 à Venise, où il est inhumé sous les orgues de l'Église Santo Stefano (Murano) (Pères des Augustins, achevée en 1325).
On peut y lire son épitaphe, avec ses armes Parma cyanea, Ceruo aureo, coronide argenteâ, qui se blasonnent ainsi : « D'azur, au cerf passant d'or, au chef d'argent »,.

## Famille
Jean de Bertrand, noble chevalier, seigneur de Frazin (Frouzins), de Wideville (1538), et de Villèle (Haute-Garonne), est le fils de Nicolas de Bertrand et de Jacquette de Sauran, qui ont pour enfants : 
- François de Bertrand (†1555[21]), seigneur de Moleville, quatrième président au parlement de Toulouse, président aux enquêtes (1543), président à mortier (1548), marié à Jeanne de Seigner en 1517, et en secondes noces à Marie de Foix de Carmain[21] (fille d'Antoine de Carmaing et d'Antoinette de Saint-Étienne[22]). Antoine François de Bertrand Molleville est l'un de ses descendants[23].
- Jean de Bertrand
- Pierre de Bertrand (†1563), abbé de Grandselve, puis évêque de Cahors[24] de 1557 à 1563.
- Alix de Bertrand, de Toulouse, épouse, en 1528, Antoine de La Ville-sur-Illon. Celui-ci s'est marié, une première fois avec Yolande de Bassompierre[25].

Jean de Bertrand fut le parrain de Jean Boucher

### Mariages et descendance
Jean de Bertrand épouse :
1. Jeanne de Baral ou Bar(r)as, dame de Mirebeau (par la cession des droits d'Anne de Bourbon et de Jean II, baron d'Arpajon à Jean de Bertrand[27])
2. Françoise de Rivière (v. †1548), dont un fils et deux filles[28],[1] :

- Guillaume de Bertrand (mort dans le massacre de la Saint-Barthélemy, 1572), garde des sceaux de la chancellerie de Toulouse, maître des requêtes (1553)[28], seigneur de la terre de Villemort (d'une donation entre vifs de Jean Bertrand, prêtre, aumônier du roi[29]).
- Marguerite de Bertrand, épouse en 1555 Germain Gaston de Foix (1511-1591), comte de Gurson, comte de Fleix, marquis de Trans[30].
- Madeleine de Bertrand, mariée en 1547 à Oudart d'Illiers, seigneur de Chantemerle et de Vaupillon[31].